# Teylers Múzeum
A Teylers Múzeum Hollandia legrégibb múzeuma, Haarlemben, a Spaarne folyó partján áll. A névadója, a gazdag mecénás hagyatékából 1784-ben megnyílt múzeum ma már – érdekes őstörténeti, tudománytörténeti gyűjteményei és képtára mellett – elsősorban a „múzeumok múzeuma”, a muzeológia kezdeteire tekint vissza.

## Története

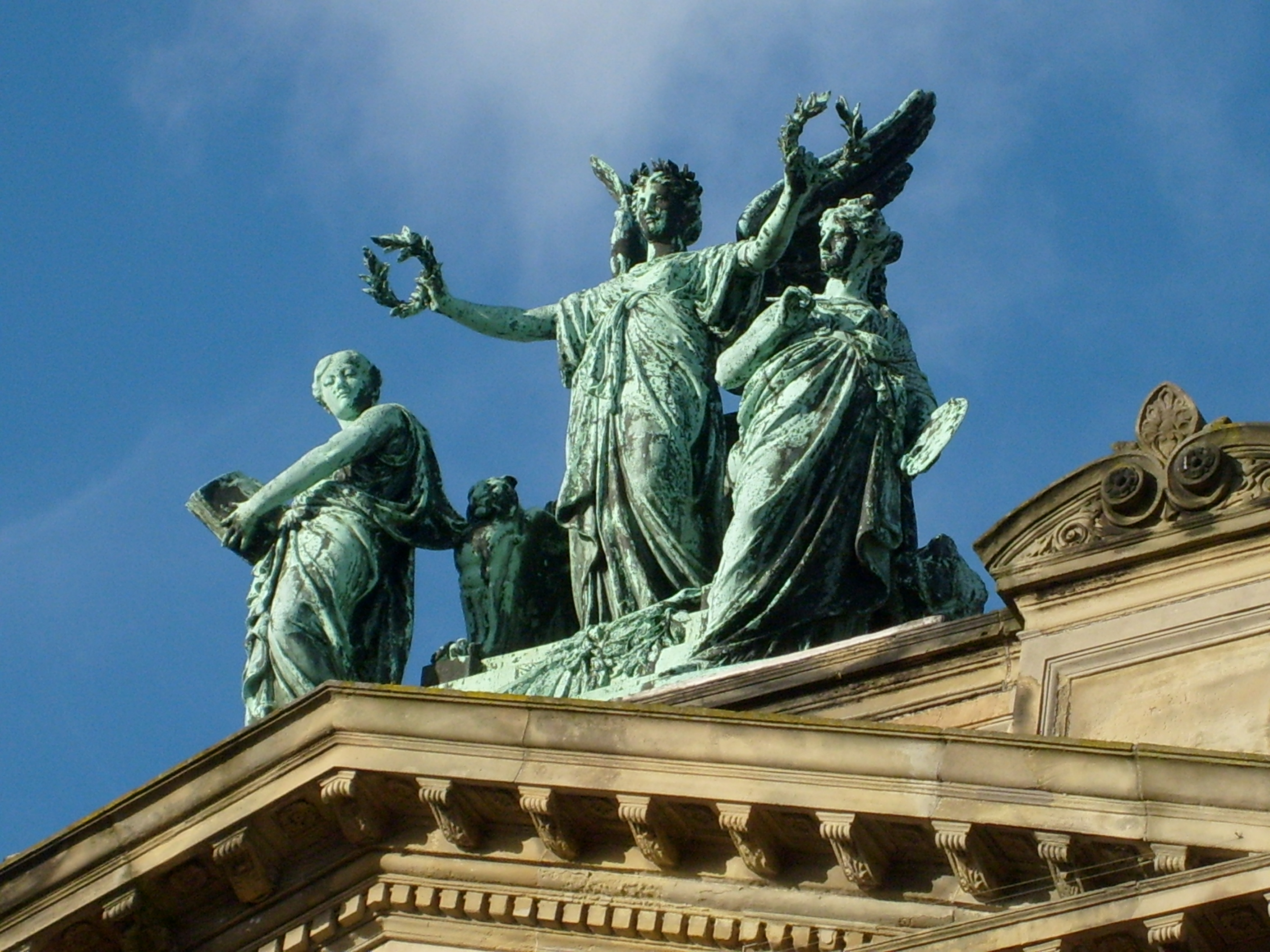
Allegorikus szobor a homlokzaton: „A hírnév megkoronázza a művészetet és a tudományt”

A múzeum névadója Pieter Teyler van der Hulst (1702–1778), skót származású, mennonita posztó- és selyemgyáros, amszterdami bankár. A korabeli skóciai felvilágosodási mozgalom híveként végrendeletileg alapítványt hozott létre a művészetek és tudományok támogatására és vagyonát, gyűjteményeit erre hagyományozta.
Hagyatékának kezelői úgy döntöttek, hogy nyilvános múzeumot hoznak létre, amelyben szakkönyvek, természettudományos műszerek, rajzok, kövületek és ásványok is vannak. A múzeum 1784-ben nyílt meg, első igazgatóját Martin van Marum (1750–1837) lett. Van Marum – aki tíz év múlva a Holland Tudományos Társaság titkára is lett – korszerű tudományos központtá kívánta fejleszteni a múzeumot, ahol a kutatást a tanítással együtt lehet művelni, és mindehhez a kor legjobb tudományos műszerei állnak rendelkezésre. 1810 után a fizikai kabinet felől a paleontológia, mineralógia és a növények gyűjteménye felé fordult a figyelme.
Halála után, 1839-től, utódja Jacob Gijsbertus Samuël van Breda (1788–1867) lett, mind a múzeum, mind a Holland Tudományos Társaság élén. Fő érdeklődési területe a paleontológia volt, valamint fizikai előadásokat, bemutatókat tartott a múzeum műszereinek felhasználásával. Új berendezéseket is vásárolt vagy gyártatott Willem Martinus Logeman (1821–1894) haarlemi műszerkészítővel. Van Breda 1864-ben vonult vissza posztjáról. Utódja, már csak a fizikai kabinet élén, Volkert Simon Maarten van der Willigen (1822–1878) lett. Ő jelentős kutatói tevékenységet is végzett, haláláig 51 tanulmányt publikált.

## Épülete
A tervezett „könyv- és művészeti terem” építését 1779-ben kezdte meg Leendert Viervant, Teyler háza mögött. 1784-ben nyílt meg a neoklasszicista stílusban épült Ovális terem a közönség számára.
A későbbiek során a múzeum jelentősen kibővült. Az Ovális terem keleti oldalán 1824-26-ban megépült a jelenlegi akvarellek terme és felette a könyvtári rész, valamint az egyes számú képtári terem. Fennállásának 100. évfordulója alkalmából, 1877-ben a Teylers Alapítvány pályázatot írt ki a múzeum tekintélyes kibővítésére. Ennek eredményeképpen 1879-ben új bejárata épült a Spaarne felől. (Ulrich Keresztély bécsi építész alkotása, neoklasszikus és neobarokk elemek kombinációjával.) A haarlemi A. van der Steur építész 1880-85 között megépítette a fosszíliák második termét, majd 1893-ban a festmények második termét. Az épület homlokzata a Spaarne felé részét képezi az ottani zárt homlokzati sornak. Kertjében 19. századi kerti pavilon áll. A múzeum belseje és alaprajza hűen őrzi az építés idején fennállott állapotot, ezért hollandiai állami műemlékvédelem alatt áll.
1996-tól egy új nagy szárnnyal egészítették ki a múzeum épületegyüttesét Hubert-Jan Henket építész tervei alapján. Az építkezés 2002-ben fejeződött be. Azóta a múzeumnak 12 kiállítóterme van.

## Termei és gyűjteményei

### A fosszíliák első terme
A több millió éves növény- és állatmaradványokat tartalmazó kövületek, a fosszíliák gyűjtése a 18. században még gyerekcipőben járt. Az az elmélet, miszerint korábban léteztek olyan állat- és növényfajok, amelyek később kihaltak, még alig volt elfogadott. Az érdeklődő amatőrök azonban szívesen gyűjtötték ezeket a titokzatos tárgyakat.
Az ebben a teremben bemutatott korabeli gyűjtemény, amely vásárlásokból állt össze, olyan darabokat is tartalmaz, amelyek később kulcsszerepet kaptak a paleontológia fejlődésében. Az evolúció elméletét ismerő mai látogató számára érdekes megismerni a fosszíliákkal kapcsolatos korabeli nézeteket.

### A fosszíliák második terme
Ez a terem jól tükrözi az egymást követő muzeológusok felfogásának változását. 1837-ben a kollekciót a sokoldalú Martinus van Marum igazgató kezelte, aki főleg külföldi útjai során számtalan vásárlással gazdagította azt.
A bajorországi solnhofeni mészkőben talált rengeteg, részletekben gazdag fosszília és az alsó-szászországi Oeningenből származó sok kövület a következő vezető, Jacob Gijsbertus Samuël van Breda munkáját dicséri. 1864-től a múzeumot Tiberius Cornelis Winkler igazgatta, akinek a keze alatt született meg a terem berendezése, bútorzata, ami máig gyakorlatilag változatlan maradt. Utódja, Eugène Dubois csatolta végül a gyűjteményhez az ősemberi maradványok gipszöntvényeit.

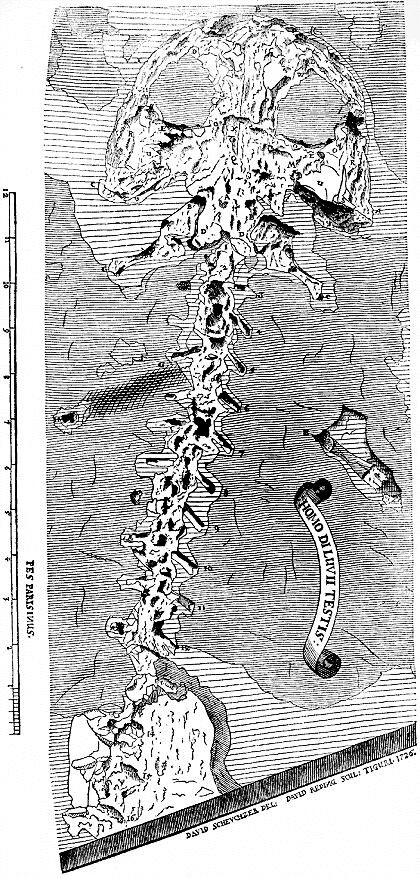
Homo diluvii testis

#### Homo diluvii testis et theoskopos
A latin kifejezés szó szerint azt jelenti, hogy az ember, aki tanúja volt az özönvíznek és látta Istent. Ez a múzeum egyik leghíresebb kövülete.
Tulajdonképpen az óriás szalamandra (Andrias scheuchzeri) maradványáról van szó, amit 1725-ben talált a németországi Oeningen kőbányájában Johann Jakob Scheuchzer, orvos és természet-kutató. Úgy vélte, hogy emberi maradványokra bukkant. Mivel azonban a maradványok csak nagyon felszínesen hasonlíthatók az emberhez, már saját korában is több tudós vitatta ezt a nézetet. Gessner 1758-ban úgy vélte, a lelet egy hal maradványa, Petrus Camper (1787) gyíkot vélt felfedezni benne.
Georges Cuvier francia anatómus jött rá, hogy egy nagy szalamandráról van szó. 1811-ben engedélyt kapott arra, hogy vésővel is hozzányúljon a kövülethez. Így megtalálta a bizonyítékot arra, hogy a lelet valóban szalamandra.
Kínában és Japánban ma is élnek az óriás szalamandra nagyon hasonló fajtái.

### Műszerek terme
Az első igazgató, Martinus van Marum polihisztorként a fizikai kabinetben is aktív gyűjtő-tevékenységet folytatott. Az ő és utódai munkásságának eredményeképpen mindig a kor élenjáró fizikai és kémiai műszerei, berendezései kerültek a gyűjteménybe, és ezeket oktatási, demonstrációs célokra használták is.
A jelenleg a műszerek termében bemutatott kiállítási tárgyakat eredetileg az Ovális teremben helyezték el, és csak amikor azt már kinőtte a gyűjtemény, és felépült ez a terem, akkor kerültek új helyükre. Jelenleg 400 műszert őriz a múzeum a 18., és 800-at a 19. századból.
A műszerek, készülékek között láthatjuk a mai telefon, fényképezőgép, távcső előfutárait, hang-elemző készüléket, oroszországi mágnesköveket, és egy napenergiával működő gőzgépet - 1789-ből!
A gyűjtemény egyik legérdekesebb darabja, az 1784-ből származó, 25 nagy, párhuzamosan kapcsolt leideni palackból álló „üteg” is az ovális teremben állt 1885-ig. Ezzel a nagyméretű kondenzátorral komoly elektromos kisüléseket lehetett előidézni. A hatalmas eszközt bemutatták az 1881-es párizsi nemzetközi elektromossági kiállításon is.

### R. van Stolk kabinetje
Ebben a kis szobában a 18. században divatos, a természettudományokhoz kapcsolódó bűvészi fogások kellékei láthatóak. A korabeli szalonokban fellépő „mágusok” optikai, mechanikai és hidraulikai eszközökkel bűvölték el közönségüket. A lelkes amatőrök meg is magyarázták az általuk bemutatott jelenségek fizikai hátterét, a profi bűvészek azonban megtartották maguknak titkaikat. Ebben a teremben néhány korabeli „rejtélyt” a látogatók is megfejthetnek.

### A lumineszcencia kabinetje
Ezt a kabinetet 1938-ban rendezte be Fokker akkori igazgató. A kis szobában sötét van. A látogató beléptekor gyullad csak ki a fény, majd egy perc múlva újra elalszik, hogy a vitrinekben kiállított fluoreszkáló ásványok, kristályok kifejthessék hatásukat. Itt mutatják be a foszforeszcencia és az elektrolumineszcencia jelenségét is.

### Az ovális terem
Ez a terem a legrégebbi, ennek a felépítésével indult a múzeum története 1784-ben. Úgy tervezték, hogy az eredeti kollekció egésze elhelyezhető legyen benne. A mennyezeten látható tizenhat stukkó a különböző gyűjtési területeket jelképezi. A faliszekrényekben álltak a különböző műszerek. A terem közepén tárlók sora húzódik, amelyekben az ásványgyűjtemény legszebb példányait helyezték el. Ezek még ma is a 18. századi francia tudós, René Just Haüy – ma már meghaladott – rendszere szerint vannak elhelyezve, hogy ez is tükrözze a tudomány akkori állását. Az ovális terem függönyei mögötti polcokon található a könyvgyűjtemény nagy része.

### A rajzok, nyomatok kabinetje
Ezt a termet 1830-ban nyitották meg a festmények kiállítása céljából. Rossz természetes megvilágítása miatt azonban erre a célra nem bizonyult alkalmasnak. A festményeket másutt helyezték el, a rajzokat pedig ebbe a terembe hozták, mivel azok számára nem szükséges – sőt káros – a természetes fény.
A terem festett mennyezete az eredeti állapotot mutatja, Pieter Teyler és a korabeli Szt. Lukács festőegyesület címereinek ábrázolásával.
A múzeum gyűjteményeiben 2011-ben mintegy 10 000 rajz és 30 000 egyéb grafikai alkotás található. A legértékesebbek közülük a 16. és 17. századi olasz mesterek alkotásai valamint a 17–19. századokból származó holland rajzok. A Teylers Múzeum barátai elnevezésű alapítvány támogatásával a gyűjtemény számára kortárs alkotásokat is beszereznek.
A régi rajzok és nyomatok annyira érzékenyek a fényre, hogy speciális raktárban tartják őket. Ebben a teremben is csak időszaki kiállításokat rendeznek a gyűjtemény darabjaiból. Ezenkívül sok közülük nagy, a közönség számára hozzáférhető, lapozható mappákban fakszimilék tekinthető meg a Festészet első termében.

### Numizmatikai kabinet
A numizmatikai kabinet őrzi Hollandia egyik legjelentősebb pénz- és érmegyűjteményét. Ennek alapját is Pieter Teyler van der Hulst korabeli magángyűjteménye vetette meg. A gyűjtemény különlegességei a régi holland, nyugat-frízföldi és gelderlandi pénzek.
Az értékes gyűjteményt mindig szigorúan őrizték. Kezdetben azt csak két igazgató együttes jelenlétében lehetett megtekinteni. 1889-ben megfelelő, biztonságos bemutatótermet létesítettek. Nehéz, fafaragásos bútorokban elhelyezett olvasó-vitrinekben és kihúzható fiókokban voltak megtekinthetők a gyűjtemény kiemelt darabjai. Ma csak a felső vitrinekben lehelyezett érmék láthatók; a fiókok tartalmát széfekben zárták el.
Az 1996-os új szárny építésekor a numizmatikai kabinet is bővült; a mögötte lévő folyosón is vitrineket helyeztek el, hogy a mintegy 15 000 darabból álló gyűjtemény még több darabját mutathassák be a közönségnek.

## Fordítás
- Ez a szócikk részben vagy egészben a Teylers Museum című holland Wikipédia-szócikk ezen változatának fordításán alapul.  Az eredeti cikk szerkesztőit annak laptörténete sorolja fel. Ez a jelzés csupán a megfogalmazás eredetét és a szerzői jogokat jelzi, nem szolgál a cikkben szereplő információk forrásmegjelöléseként.
- Ez a szócikk részben vagy egészben a Homo diluvii testis et theoskopos című holland Wikipédia-szócikk ezen változatának fordításán alapul.  Az eredeti cikk szerkesztőit annak laptörténete sorolja fel. Ez a jelzés csupán a megfogalmazás eredetét és a szerzői jogokat jelzi, nem szolgál a cikkben szereplő információk forrásmegjelöléseként.